# Brice (Ohio)

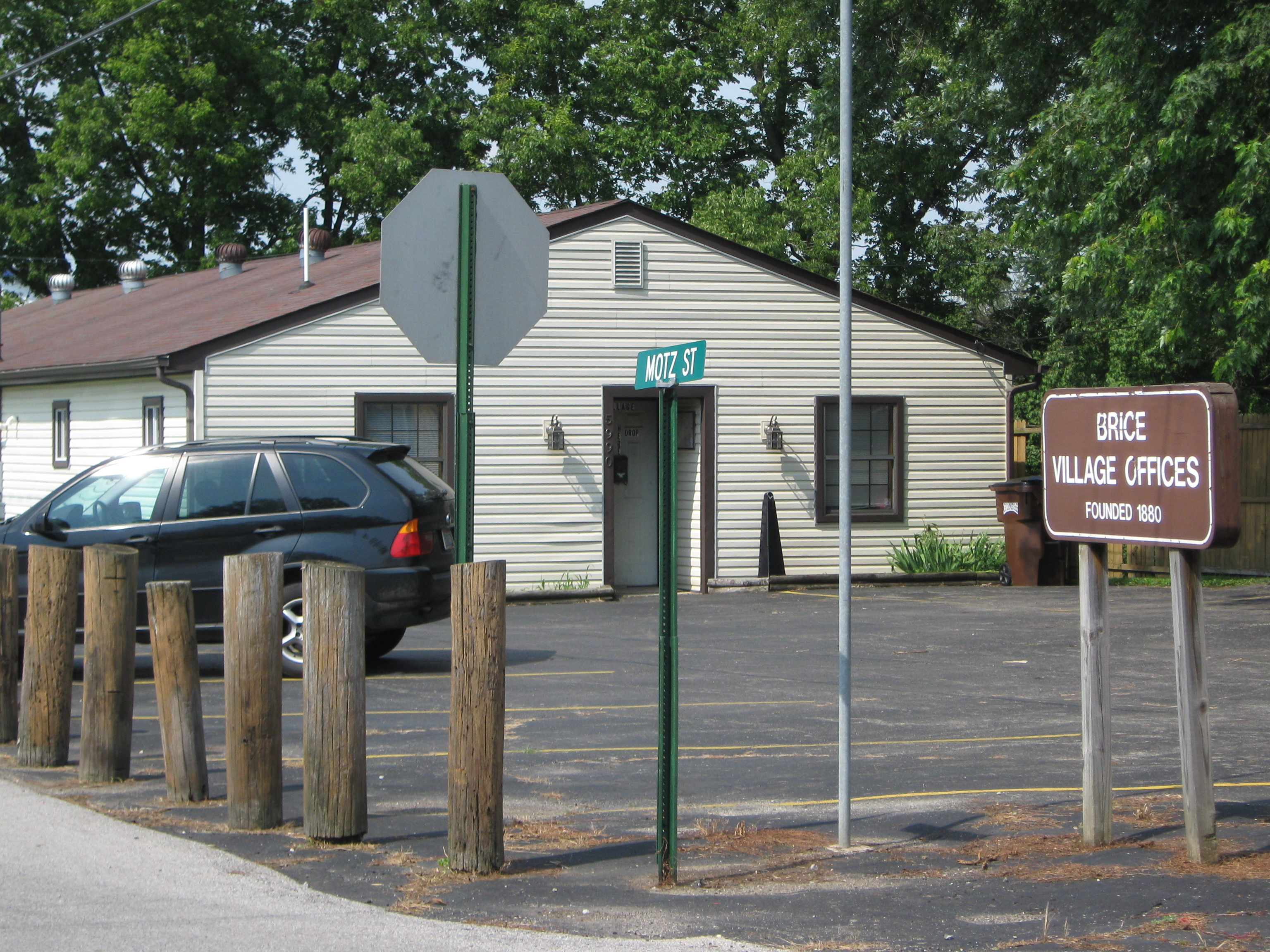
Wieś Brice - rok założenia 1880

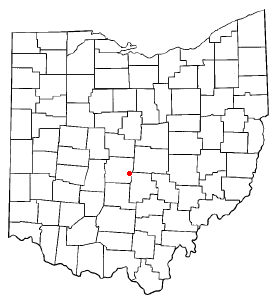
Brice na planie stanu Ohio

Brice – wieś w USA, w hrabstwie Franklin, w stanie Ohio. Wieś została założona w roku 1880.
W roku 2010, 6,3% mieszkańców było w wieku poniżej 18 lat, 4,3% było w wieku od 18 do 24 lat, 25,4% było od 25 do 44 lat, 31,6% było od 45 do 64 lat, a 12,3% było w wieku 65 lat lub starszych. We wsi było 48,2% mężczyzn i 51,8% kobiet.
Liczba mieszkańców w 2010 roku wynosiła 114, a w 2012 wynosiła 116.